# Bärbel Frischmann
Bärbel Frischmann (* 1960 in Thüringen) ist eine deutsche Philosophin und Professorin für Geschichte der Philosophie an der Philosophischen Fakultät der Universität Erfurt.

## Leben
Nach dem Studium der Philosophie an der HU Berlin wurde Bärbel Frischmann 1988 an der Universität Jena promoviert. Die Habilitation erfolgte 2002 an der Universität Bremen. Seit 2009 ist Bärbel Frischmann Inhaberin der Professur für Geschichte der Philosophie an der Universität Erfurt.

## Forschungsschwerpunkte
Frischmann beschäftigt sich unter anderem mit Philosophie des deutschen Idealismus und der Frühromantik, Existenzphilosophie, Friedrich Nietzsche, Martin Heidegger, postmoderne Philosophie und Dekonstruktion, Kulturphilosophie, Ästhetik, Ironie, Sozialphilosophie und Politische Philosophie.

## Ausgewählte Publikationen
- 2014 (ed.): Ironie in Philosophie, Literatur und Recht, Verlag Königshausen & Neumann
- 2014 (ed.): Grenzziehungen und Grenzüberwindungen. Philosophische und interdisziplinäre Zugänge, Wehrhahn Verlag
- 2012 (ed.): Bildungstheorie in der Diskussion, Verlag Karl Alber
- 2010 (ed.): Sprache – Dichtung – Philosophie. Heidegger und der Deutsche Idealismus, Verlag Karl Alber.
- 2009 (ed. mit Millán-Zaibert, Elizabeth): Das neue Licht der Frühromantik. Innovation und Aktualität frühromantischer Philosophie, Verlag Ferdinand Schöningh.
- 2005: Vom transzendentalen zum frühromantischen Idealismus. J. G. Fichte und Fr. Schlegel, Schöningh Verlag.